# 2012 في السعودية
تحتوي هذه المقالة على أهم الأحداث التي شهدتها السعودية في 2012، والتي توافق 1433 / 1434 هجري , إضافة إلى أهم الشخصيات السعودية التي وُلدت أو تُوفيت في هذه السنة.

## السياسة

### الحكم
الملك: عبد الله بن عبد العزيز آل سعود

### تعيينات

#### مارس
- 20:
  - عدنان بن عبد الله المزروع، مديراً لجامعة طيبة.[1]

#### يونيو
- 18:
  - سلمان بن عبد العزيز آل سعود وليًّا للعهد.[2]
  - أحمد بن عبد العزيز آل سعود، وزيرًا للداخلية.[3]

#### يوليو
- 1:
  - بدران بن عبدالرحمن بن عثمان العمر، مدير جامعة الملك سعود.
  - عبدالرحمن بن حمد بن محمد الداود، مدير جامعة الملك خالد.[4]

• 23: تعيين الدكتور سعد بن عثمان بن عبد الله القصبي محافظًا للهيئة السعودية للمواصفات والمقاييس بالمرتبة الممتازة.

#### اكتوبر
- 5:يوسف الأدريسي ، نائباً لرئيس الاستخبارات العامة.[6]

#### نوفمبر
- 5: محمد بن نايف بن عبد العزيز آل سعود، وزيرًا للداخلية.[7]

### إعفاءات

#### يوليو
- 1:
  - عبد الله العثمان ، مدير جامعة الملك سعود.
  - عبدالله بن محمد الراشد، مدير جامعة الملك خالد.
  - عبدالعزيز بن محمد الحقيل، رئيس عام المؤسسة العامة للخطوط الحديدية.[4]

• 23: إعفاء الأستاذ نبيل ملا من منصب محافظ الهيئة السعودية للمواصفات والمقاييس والجودة.

#### اكتوبر
- 5: عبد العزيز بن بندر بن عبد العزيز آل سعود ، نائب رئيس الاستخبارات العامة.[6]

#### نوفمبر
- 5: أحمد بن عبد العزيز آل سعود، من منصب وزير الداخلية.[7]

## أحداث
- إنتاج تكي أول مسلسل سعودي درامي على اليوتيوب.[8]
- الانتهاء من 10 مشاريع تعليمية في محافظة المجمعة شملت افتتاح مدارس ابتدائية و متوسطة و ثانوية وتوسعات و ملاحق للمدارس. [9]
- استئناف العلاقات بين المملكة العربية السعودية و ليبيا . [10]
- افتتاح الطريق البري بين شقراء والدوادمي . [11]
- افتتاح كليات جديدة للبنات في جامعة الملك خالد بمنطقة عسير : كلية العلوم والآداب بنات بمحافظة المجاردة , كلية العلوم والآداب بمحافظة أحد رفيدة , كلية المجتمع بنات في محافظة تثليث . كلية العلوم والآداب بتنومة بنين .[12]
- تدشين مشروع خير مكة - جمعية الأطفال ذوي الإعاقة . [13]
- سفارة خادم الحرمين الشريفين لدى النيجر تستأنف الحكم الصادر بحق المتهمين بقتل أربعة سعوديين في شهر محرم من هذا العام في قرية ديامبالا بالقرب من الحدود مع مالي وإصابة آخرين إصابات بالغة ، حيث أن الحكم الصادر لا يرقى لمستوى الجريمة البشعة التي ارتكبوها والأضرار التي لحقت بالمصابين وأسرهم مما خلف عددا من الأيتام والأرامل ، وتطالب السلطات المعنية في جمهورية النيجر الشقيقة تطبيق أقصى العقوبات بحقهم لبشاعة جريمتهم ولكي يكونوا عبرة لغيرهم من المجرمين .[14]

### يناير
- 1:
  - السعودية في الألعاب الأولمبية الصيفية 2012
  - إنتاج فيلم وجدة من إخراج هيفاء المنصور.
- 5: تطبيق قرار تأنيث محلات المستلزمات النسائية.
- 8: حقق بطل الراليات السعودي إبراهيم المهنا لقب بطولة قطر للراليات 2011م فئة الـ6 اسطوانات للمجموعة السيارات الدفع الرباعي وتكون الرالي من 6 مراحل.[15]
- 14: حقق الفارس الاولمبي خالد العيد الجائزة الكبرى في بطولة أبو ظبي الدولية لقفز الحواجز إحدى جولات الدوري العربي المؤهلة إلى كأس العالم في هولندا. [15]
- 31 : حصل منتخبنا للناشئين لكرة الطاولة على الميدالية الذهبية للزوجي في بطولة كأس العرب بعد فوزه على منتخب قطر بنتيجة 3-2، ومثل المنتخب السعودي محمد الشريف وعلي الخضراوي. [15]

### فبراير
- 8: انطلاق مهرجان الجنادرية التراثي في دورته الـ 27 . [16]
- 10 : توج صاحب السمو الملكي الأمير نايف بن عبدالعزيز ولي العهد وزير الداخلية فريق الهلال بطلال لكأس سموه بعد فوزه على فريق الاتفاق بهدفين لهدف، ليحقق اللقب الـ(11) في تاريخ كأس سموه والخامسة على التوالي وسلم سموه الكأس بعد نهاية المباراة للاعبي الفريق الكروي بنادي الهلال. [15]
- 23: حقق المنتخب السعودي للدراجات أربع ميداليات متنوعة في بطولة الخليج الثالثة للمضمار بتحقيقه ذهبية في سباق المطاردة «شباب وفضية في سباق السرعة - فرق - لدرجة الشباب وبرونزية في سباق السرعة «كبار». وفضية في سباق المطاردة «كبار» [15]

### مارس
- 6: أفتتح في الرياض معرض الكتاب تحت رعاية خادم الحرمين الشريفين الملك عبدالله . [16]

### أبريل
- 6: رفع المنتخب السعودي للناشئين لألعاب القوى الميداليات الذهبية والفضية والبرونزية إلى 31 ميدالية في بطولة الخليج الثالثة عشرة لألعاب القوى التي أقيمت في الكويت. [15]

### مايو
- 14: مجلس الشورى يرفض استحداث وزارة للشباب والرياضة ورفض تخصيص منح دراسية للمتميزين رياضيا للابتعاث الداخلي والخارجي. [15]

### يونيو
- 27: حادث قطار الدمام الرياض

### يوليو
- 24: انطلاق «الحملة الوطنية السعودية لنصرة الأشقاء في سوريا»[17]

### أغسطس
- 14: انعقاد الدورة الاستثنائية الرابعة لمؤتمر القمة الإسلامي في مكة المكرمة.

### سبتمبر
- 13 : القيام بعملية فصل توأم سيامي سعودي ريم و رنا . [18]
- 21 : القايم بعملية فصل توأم سيامي سعودي عبدالله وسلمان في مدينة الملك عبدالعزيز الطبية . [19]

- 24: وضع خادم الحرمين الشريفين حجر الأساس لتوسعة المسجد النبوي الشريف.[20]

### نوفمبر
- 1: حادث انفجار لناقلة غاز ادت إلى وفاة 23 شخص في شرق الرياض.[21]
- 26: افتتاح مركز الملك عبد الله العالمي لحوار الأديان.[22]

### ديسمبر
- 3: حافظ فريق الاتحاد الأول لكرة الطاولة على لقبه بطلا لبطولة الأندية العربية لكرة الطاولة بعد فوزه على فريق الأهلي المصري بنتيجة ثلاثة أشواط مقابل شوط في مباراة شهدت تفوق نجمي الفريق عبد العزيز العباد ونايف الجدعي. [15]

## وفيات

### يناير
- 28: إبراهيم بن عبد المحسن آل عبد القادر، قانوني وكاتب وشاعر (مواليد 1924).

### مارس
- 8: حسن محمد كُتبي، أديب ومفكر وسياسي (و. 2010).[23]

### يونيو
- 16: نايف بن عبد العزيز آل سعود (مواليد 1934) ولي العهد و نائب رئيس مجلس الوزراء و وزير الداخلية السابق.

### فبراير
- 21: طارق عبد الحكيم (مواليد1918) موسيقي سعودي.

### مايو
- 1:
  - صالح الشهري، ملحن سعودي (و. 1947).
  - رياض خاشقجي، مهندس صناعي (و. 1941).

### يوليو
- 8: محمد بن سعود بن عبد العزيز آل سعود (مواليد 1934) سياسي سعودي.

### سبتمبر
- 8: سامي إحسان (مواليد 1937) ملحن سعودي.
- 17: مساعد بن سعود بن عبد العزيز آل سعود (مواليد 1927) أمير سعودي.
- 29: هذلول بن عبد العزيز آل سعود (مواليد 1942) سياسي سعودي.

### فبراير
- 5: سليمان العيسى (مواليد 1946) مذيع سعودي.

### نوفمبر
- 3: هاني السعدي (مواليد 1948) ممثل.
- 24: عبد العزيز بن يحيى اليحيى، (مواليد 1928) فقيه حنبلي وقاضي شرعي.

### ديسمبر
- 8: فيصل بن سعود بن عبد العزيز آل سعود (مواليد 1926) سياسي سعودي.
- 17: محمد بن عبد الله السبيل (مواليد 1924) أحد أئمة الحرم المكي.
- 25:
  - تركي بن سلطان بن عبد العزيز آل سعود، نائب وزير الثقافة (و. 1959).
  - صيتة بنت فهد بن محمد الدامر، إحدى زوجات الملك خالد بن عبد العزيز آل سعود (و. 1922).